# Karim Akesbi
Karim Akesbi (* 1977) ist ein ehemaliger marokkanischer Skirennläufer und Weltmeisterschaftsteilnehmer, der sich auf Riesenslalom und Slalom spezialisiert hat.

## Karriere
Bei den Alpinen Skiweltmeisterschaften 1996 in der spanischen Sierra Nevada nahm Akesbi als einziger männlicher Marokkaner teil. Er belegte im Riesenslalom mit 51,24 Sekunden Rückstand auf den Italiener Alberto Tomba den 50. Platz. Er ließ den Iren Ronan Columb sowie die drei Libanesen Tamer Alamuddin, Mario Salame und Cyril Dabbath hinter sich. Im Slalom schied der Marokkaner im ersten Durchgang aus.
Am 12. Dezember 1996 bestritt Akesbi erstmals ein FIS-Rennen, den Riesenslalom im kanadischen Mt. St. Anne. Mit 19,04 Sekunden Rückstand auf den Kanadier Vincent Lavoie belegte Akesbi den 99. Platz und ließ lediglich den Kanadier Marc Andre Fleury hinter sich. Beim Riesenslalom tags darauf holte er mit dem 95. Platz sein Karrierehoch in FIS-Rennen. Er hatte 23,64 Sekunden Rückstand auf den erneuten Sieger Vincent Lavoie und ließ den Kanadier Jeff Lenehan hinter sich. Im weiteren Verlauf der Saison belegte er noch einen 98. und einen 108. Platz in FIS-Rennen-Riesenslaloms. Der 98. Platz bedeutete den letzten Platz, während er beim 108. Platz noch den Kanadier Justin Larivière hinter sich ließ.
Bei den Alpinen Skiweltmeisterschaften 1997 im italienischen Sestriere schied Akesbi sowohl im Riesenslalom als auch im Slalom im ersten Durchgang aus. Auch hier war er wiederum der einzige Marokkaner.

## Erfolge
| - DNF = im Wettkampf ausgeschieden (engl. Did Not Finish) |

### Alpine Skiweltmeisterschaften
- Sierra Nevada 1996: 50. im Riesenslalom, DNF1 im Slalom
- Sestriere 1997: DNF1 im Riesenslalom, DNF1 im Slalom

### Weiteres
- Vier Platzierungen in FIS-Rennen